# Юзеф Бялиня-Холодецький
Юзеф Домінік Бартоломей Бялиня-Холодецький гербу Бялиня (пол. Józef Dominik Bartłomiej Białynia-Chołodecki; 15 серпня 1852, Ставки, нині Яворівський район, Львівська область — 30 січня 1934, Львів) — польський письменник, історик, учасник Січневого повстання 1863 року.

## Біографія
Народився 15 серпня 1852 року в селі Ставки в Галичині (тоді Австрійська імперія, нині Яворівський район, Львівська область, Україна) у польській родині, нащадків шляхти. Матір — Емілія Сетті де Форлі.
Представники родини Холодецьких, що володіла, зокрема, Цецівкою, були польськими патріотами: батько Юзефа Целестин (надлісничий державних лісів) брав участь у двох повстаннях і був ув'язнений; а також інші близькі родичі, наприклад, його рідний стрийко Томаш Холодецький, ветеран листопадового повстання, який після тривалого ув'язнення помер від тяжкої форми грипу. У віці 11 років Юзеф брав участь у Січневому повстанні 1863 року як кур'єр, переважно по околицях Львова.
Він навчався у Стрию в початковій школі. У 1867 році помер батько. Сім'я Холодецьких переїхала до Львова, де Юзеф продовжив навчання у вищій школі (на сучасний манер — середня школа). У 1867 році ще як учень вищої школи вступив до лав польської підпільної студентської організації, яку згодом викрила австрійська влада, водночас заборонивши діяльність. 10 жовтня 1870 року склав випускні шкільні іспити у львівській вищій школі.
У 1870 році вступив до Львівського університету, де вивчав право й закінчив студії у 1874 році. Також був найактивнішим членом товариства «Академічна читальня» (пол. «Czytelnia Akademicka»), брав активну участь у багатьох польських організаціях регіону.
Почав працювати ще під час навчання в гімназії (приватно читав лекції). У 1873 році, за рік до отримання диплома юриста, подав прохання про посаду до дирекції Львівської пошти. Його скерували на практику в поштові уряди в Черлянах, в містечку Нижневі, місті Станиславові й, нарешті, у Львові.
У Чернівцях став співредактором видання «Gazeta Polska», а також став членом ради «Czytelnia Polska» та заснував бібліотеку. У 1880 році став регіональним директором комісарів поштової служби у Чернівцях. Швидко піднявся до щаблях поштової служби, поки не став директором облікового департаменту львівської поштової служби.
У 1885 році видав працю «Przeszłość Towarzystwa Polskiego Bratniej Pomocy i Czytelni Polskiej w Czerniowcach». Свої перші літературні твори, книги та брошури друкував у виданні «Gazeta Polska». Під псевдонімом Валентій Цвік у 1884 році видав книгу про історію Буковини, у 1885 році — дослідження з історії польського флоту і польської артилерії в 1885 році та у 1888 році — біографію Генрі Шмітта. На початку 1900-х років друкувався ще під псевдонімом Бела Рембович. Він використовував вигадане ім'я, побоюючись репресій з боку австрійської влади. Нарешті, як відзнака за його літературну діяльність, йому надали право на видання книг під своїм власним ім'ям.
Знову повернувся до Львова. У Львові Холодецький приєднався до численних організацій, зокрема, став президентом Поштового клубу, і він зміг створити ще багато інших організацій, які були здатними виступити на його підтримку. Він в усній формі «напав» на президента львівської служби пошти пана Сеферовича, у 1906 році через його активну діяльність у цій організації. Президент хотів дискредитувати його, але Холодецький заперечив свою провину та звинуватив Сеферовича у наклепі.
Холодецький був відомим у багатьох інтелектуальних колах та організаціях, у тому числі — Організація польської освіти, Геральдичної організації, дослідницької організації у Перемишлі, Товариство любителів минулого (історії) Львова і саме цим товариством було надруковано багато з його найвідоміших та знаменитих історичних праць.
Між 1902 та 1908 роками був «радником» президентів міста Львова. Під час першої світової війни ув'язнений царською владою та відбував заслання в Києві. У 1918—1920 роках брав участь в «обороні» Львова під час польсько-української війни. Він також створив архів першої світової війни у Львові.
Багато праць Холодецький було на тематику польського Листопадового повстання 1830 року та Січневого повстання 1863 року. Він написав також біографії багатьох видатних осіб, які віддали життя у боротьбі Польщі за незалежність. Крім того, Юзеф Холодецький був літописцем історії роду Холодецьких. Юзеф Холодецький помер у віці 81 року 30 січня 1934 року та похований на полі № 60 Личаківського цвинтаря у Львові.

## Праці
- 1888 р. — Henryk Schmitt. Życiorys spisany na podstawie dokumentów i korespondencyj;
- 1893 р. — Aleksander Morgenbesser: życiorys na podstawie zapisów aktów;
- 1894 р. — Kult pamięci Adama Mickiewicza w Karolowych Warach;
- 1896 р. — Kamilla Poh.: szkic biograficzny [Архівовано 25 травня 2018 у Wayback Machine.];
- 1899 р. — Do dziejów poczty w Polsce;
- 1902 р. — Teatr Ludowy we Lwowie;
- 1903 р. — Z minionej doby: Kilka wspomnień na tle zapisków prywatnych;
- 1904 р. — Księga pamiątkowa opracowana staraniem Komitetu Obywatelskiego w czterdziestą rocznicę powstania r. 1863/1864;
- 1905 р. — Józef Białynia Chołodecki: biografia;
- 1906 р. — Półwiekowa przeszłość Stowarzyszenia Katolickiej Młodzieży Rękodzielniczej «Skała» we Lwowie;
- 1908 р. — Banialuki Rolińskiego w świetle aktów procesu karnego przeciw pułkownikowi Józefowi Zaliwskiemu i wspólnikom; Sprawa cucyłowska r. 1848: (wspomnienie w sześćdziesiątą rocznicę);
- 1909 р. — Księga pamiątkowa półwiekowego jubileuszu Gimnazjum im. Franciszka Józefa I we Lwowie (1858—1908);
- 1910 р. — Alfred Brzeziński: przyczynek do dziejów obrony Zamościa r. 1831: (z aktów procesu karnego przeciw pułkownikowi Józefowi Zaliwskiemu i wspólnikom); Czwarty pamiętnik zjazdów koleżeńskich byłych uczniów Gimnazyum im. Franciszka Józefa we Lwowie; Rewizya w Kudryńcach w r. 1834 w świetle aktów procesu karnego przeciw pułkownikowi Józefowi Zaliwskiemu i wspólnikom; Przyczynek do dziejów wyprawy na Narajów r. 1846. Protokół, spisany w lwowskim sądzie kryminalnym w czasie od 23 marca do 12 lipca 1846 z Tomaszem Białynią Chołodeckim — uczestnikiem sprzysiężenia, dowódcą jednej z rot, poprowadzonych do ataku pod Narajów przez Teofila Wiśniowskiego;
- 1911 р. — Białynia-Chołodeccy: Uczestnicy spisków, więźniowie stanu, wychodźcy z ziemi ojczystej w świetle aktów procesów politycznych i dokumentów archiwum familijnego (1831—1863); Do dziejów drobnej szlachty Podola; W okowach do ślubu. Wspomnienie z czasów procesu karnego przeciw pułkownikowi Józefowi Zaliwskiemu i wspólnikom konspiracyi. (R. 1833—1837);
- 1912 р. — Jenerał Kołyszko i tegoż podkomendni na terytoryum Galicyi;
- 1913 р. — Cmentarz stryjski we Lwowie; Dąb-Dąbczańscy i Jan Żalplachta-Zapałowicz. Przyczynki Do Dziejów Powstania Styczniowego (1863-64);
- 1915 р. — Adolf Leopold Mussil de Mussilau: Szkic biograficzny;
- 1918 р. — Eugeniusz Albert Ulatowski więzień stanu i męczennik: w świetle aktów procesu karnego przeciw pułkownikowi Józefowi Zaliwskiemu i wspólnikom;
- 1919 р. — Lwów w listopadzie roku 1918; Wspomnienia z lat niedoli i niewoli: 1914—1918;
- 1924 р. — Zborów, pole chwały czesko-słowackiego oręża; Zwierzęta przedpotopowe i inne jakie wyniszczył lekkomyślnie człowiek: (szkic z dziejów przyrody): odczyt wygłoszony z ramienia Towarzystwa Szkoły Ludowej koła im. Adama Asnyka dnia 31 maja 1924;
- 1926 р. — Wojenny posiew anioła śmierci i kult pamięci poległych
- 1930 р. — Ksiądz Jan Diugiewicz i tegoż męczennika śmierć w związku z krwawemi wypadkami lat 1918—1919; W dziesiątą rocznicę bitwy pod Zadworzem, Horpinem i Firlej.

## Нагороди
- Орден Відродження Польщі